# Barbara Andolina
Barbara Andolina, née le 16 octobre 1978 à Avola, est une judokate italienne.

## Palmarès international en judo
| Championnats d’Europe | Championnats d’Europe | Championnats d’Europe |
| Année                 | Médaille              | Catégorie             |
| --------------------- | --------------------- | --------------------- |
| 2002                  | bronze                | +78 kg                |
| 2002                  | bronze                | ouverte               |
| Jeux méditerranéens   |                       |                       |
| Année                 | Médaille              | Catégorie             |
| 2005                  | bronze                | +78 kg                |